# Чинков, Анатолий Фёдорович
Анатолий Фёдорович Чинков (укр. Анатолій Федорович Чинков; 19 октября 1921, Харьков — 16 февраля 2006, там же) — украинский советский военный и прокурор. Участник Великой Отечественной войны, был трижды ранен. Отличился во время форсирования Западной Двины, за что получил звание героя Советского Союза. После отставки работал в прокуратуре, в частности занимал должность помощника Харьковского областного прокурора по делам несовершеннолетних.

## Биография
Анатолий Чинков родился 19 октября 1921 года в Харькове в рабочей семье, мать звали Анна Фёдоровна. Семья жила в частном доме в части города под названием Холодная Гора. По разным сведениям русский или украинец. После получения среднего образования в школе № 60 начал трудовую деятельность. Работал слесарем-лекальщиком на мотороремонтном и велосипедном заводах. На последнем, в 1939 году, вступил в комсомол. В декабре следующего года вбыл призван в Красную Армию, окончил полковую школу при своей пехотной части.
На фронтах Второй мировой войны с июля 1941 года, принимал участие в боях под Великими Луками и Витебском, где был ранен 12 октября. Проходил лечение в уфимском военном госпитале, позже проходил обучение на курсах младших лейтенантов. По завершении курсов был направлен в 132-ю отдельную стрелковую бригаду, где возглавил взвод 50-мм миномётов. В июле 1942 года стал кандидатом в члены ВКП(б), стал членом партии в следующем году. В конце августа 1942 года, под Ржевом, был повторно ранен, через два месяца лечения был направлен в 234-й стрелковый полк 179-й стрелковой дивизии, где в разное время командовал миномётным взводом, был заместителем командира и командиром стрелковой роты и возглавлял роту отдельного лыжного батальона.
Во время боёв вблизи села Ивошино Пречистенского района Смоленской области 13 августа 1943 года рота под командованием капитана Чинкова успешно прорвала оборону врага и ворвалась в первую и вторую траншеи, где вступила в рукопашный бой. Было уничтожение несколько десятков вражеских солдат и четверо были взяты в плен. Хотя в одной из стычек Чинков был ранен, он продолжил бой и провёл атаку на вражеский блиндаж, где лично убил офицера. За проявленную доблесть и мужество был награждён орденом Красного Знамени.
Во время Витебско-Оршанской операции, 24 июня 1944 года, рота под его командованием первой в полку форсировала на плотах и лодках Западную Двину возле села Вяжище Бешенковицкого района Витебской области. Враг был застигнут врасплох и открыл огонь лишь после того, как красноармейцы высадились на другой берег. Преодолев сопротивление немцев, рота продолжила продвижение на юг и установила контроль над деревней Задорожье, через которое проходило шоссе Витебск—Лепель. Таким образом был получен контроль над участком важной дороги, перекрыт путь отступления витебской группировки немецкой армии. До подхода основных сил полка солдаты роты удерживали плацдарм и успешно отражали контратаки противника. Всего за бой было уничтожено около двухсот немецких военных, 66 взято в плен. Также было захвачено несколько орудий, пулемётов и миномётов. За этот подвиг А. Ф. Чинков, а также его подчинённые: В. И. Аверченко, И. М. Ищенко и Н. И. Романюк были отмечены званием Героя СССР с вручением ордена Ленина и медали «Золотая Звезда».
Далее А. Ф. Чинков участвовал в боях за Прибалтику и Восточную Пруссию. В декабре 1944 года он получил краткосрочный отпуск и посетил семью в Харькове. В том же месяце был отправлен на прохождение курсов, по окончании которых, в мае 1945 года, возглавил роту курсантов Харьковского пехотного училища.
Позже был назначен помощником командира отдельной учебной роты 17-й стрелковой бригады и проходил обучение на Курсах усовершенствования офицерского состава. В 1947 году возглавил вторую часть Октябрьского районного военного комиссариата Харькова, а в 1956 году был назначен на аналогичную должность в Московском районном военном комиссариате. В то же время учился в школе рабочей молодёжи, а позже и на вечернем отделении Харьковского юридического института, который окончил в 1958 году. Шесть лет спустя, в 1964 году, ушёл в отставку в звании подполковника и стал работать в прокуратуре, где занимал должности помощника прокурора Ленинского района и помощника Харьковского областного прокурора по делам несовершеннолетних. Позже перешёл в Харьковское областное управление снабжения и сбыта Главснаба УССР, где возглавил отдел оборудования и был заместителем секретаря партийной организации предприятия. Также возглавлял отдел в «Укргипэлектро». Во времена независимости получил звание полковника и орден Богдана Хмельницкого III степени. Принимал активное участие в работе ветеранской организации Червонозаводского района Харькова, его часто приглашали в школы, заведения высшего образования и музей прокуратуры Харьковской области.
Умер 16 февраля 2006 года, похоронен на Втором городском кладбище Харькова. Оставался последним в живых героем СССР среди выпускников Национального юридического университета имени Ярослава Мудрого и среди работников Прокуратуры Украины.

## Память
На фасаде так называемого «Дома со шпилем», по адресу площадь Конституции 2/2, где жил Анатолий Чинков, была установлена мемориальная доска.
Генерал Афанасий Белобородов, описывая обстоятельства форсирования Западной Двины, писал, что Анатолий Чинков – это «человек безоглядной храбрости, удивительной изобретательности и выдержки».
Журналист Алексей Яхно упомянул Чинкова в стихотворении о харьковских прокурорах-фронтовиках «Таких, як він, була лиш жменька…».

## Награды
Анатолий Чинков был награждён четырьмя орденами и медалями, в том числе:
- медаль «Золотая Звезда» (22.07.1944)
- Орден Ленина (22.07.1944)
- Орден Красного Знамени (12.09.1943)[5]
- Орден Отечественной войны I степени
- Орден Богдана Хмельницкого III степени[15]
- медаль «За победу над Германией в Великой Отечественной войне 1941—1945 гг.» (09.05.1945)[20]
- медаль «За боевые заслуги» (13.06.1952)[21]

### Комментарий
1. ↑  Иван Калиберда умер позже, но он работал в военной прокуратуре.